# Billbergia zebrina
Billbergia zebrina là một loài thực vật có hoa trong họ Bromeliaceae. Loài này được (Herb.) Lindl. mô tả khoa học đầu tiên năm 1827.